# Taraf
Taraf era un quotidiano liberale della Turchia. Si era distinto opponendosi alle interferenze dei militari turchi negli affari sociali e politici del paese. Era distribuito a livello nazionale ed era in circolazione dal 15 novembre 2007. Il 27 luglio 2016, il quotidiano è stato chiuso per decreto legislativo durante lo stato di emergenza dopo il tentativo di colpo di stato turco del 2016, a causa dei suoi presunti legami dei golpisti con il movimento Gülen.

## Contenuti
Taraf ha pubblicato una serie di storie molto controverse che hanno rivelato il coinvolgimento dell'esercito turco negli affari politici quotidiani. I documenti rivelati, come i piani golpisti che prevedevano il bombardamento di moschee storiche in Turchia (piano golpe "Balyoz Harekâtı") e il bombardamento di un museo (Kafes Operasyonu Eylem Planı), hanno danneggiato in modo significativo l'immagine sociale dell'esercito turco. Le fonti che hanno fatto trapelare tali informazioni a Taraf sono ancora sconosciute.
La risposta dell'esercito turco a Taraf comprese la cancellazione dell'accreditamento del giornale dai comunicati stampa presso la sua sede. Un giornale politico, Nokta, aveva analogamente pubblicato informazioni militari "trapelate" (operazioni di golpe Sarıkız, Ayışığı, Yakamoz ed Eldiven) è stato chiuso nel 2007 a causa delle pressioni.
Il fondatore e proprietario di Taraf, Başar Arslan, respinge le accuse di parzialità e finanziamenti esterni, affermando di aver avuto una perdita considerevole nella sua missione di creare quello che chiama il giornale più prestigioso del paese. Considerava Taraf un investimento che alla fine ripagherà.
Alcuni nomi di spicco di Taraf, come il giornalista Mehmet Baransu, l'editorialista Emre (Emrullah) Uslu e l'ex editorialista Önder Aytaç sono noti per la loro affiliazione con il movimento Gülen, sebbene sia stato negato che agiscano come rappresentanti quasi ufficiali del movimento.
Taraf ha anche servito gli interessi del movimento Gülen in altri modi, incluso il fatto di mettere a tacere le accuse di barare negli esami obbligatori dei dipendenti pubblici in Turchia.

## Storia
Nel 2011 Taraf è diventato il primo partner turco del sito web di denuncia WikiLeaks, unendosi a periodici di fama internazionale per firmare un contratto per pubblicare per primo i documenti trapelati dal sito. Il quotidiano turco è stato scelto da WikiLeaks perché è "il giornale più coraggioso della Turchia", come descritto dal fondatore del sito, Julian Assange. 
Il 14 dicembre 2012, il caporedattore fondatore Ahmet Altan, il suo vicedirettore Yasemin Çongar, gli editorialisti Murat Belge e Neşe Düzel si sono dimessi dai loro incarichi al giornale. Il giorno successivo, l'editorialista Hadi Uluengin ha seguito il gruppo di giornalisti che lasciavano. Il proprietario del quotidiano, Başar Arslan ha dichiarato che le dimissioni sono dovute a divergenze di opinioni sviluppatesi negli ultimi tempi, e tuttavia il giornale avrebbe continuato ad essere pubblicato.